# BBクリーム
BBクリームはblemish balm、blemish base、あるいはbeblesh balmを（"blemish"に関する著作権上の理由から）省略したもので、主に東アジアや東南アジアで販売されている化粧品である。欧米でも大手化粧品ブランド各社がマーケティングを行っている。欧米ではbeauty balm（ビューティ・バーム）と呼ばれる。美容液、保湿クリーム、ベースメイク、ファンデーション、日焼け止めを兼ねたオール・イン・ワンの化粧品であると宣伝されている。保湿クリームとして単体で、ファンデーションとして乳液や保湿クリームの上に、あるいはパウダーの下地として好みの量を使うことができる。

## 歴史
BBクリームはドイツのミセスダブカスが世界で最初に開発した。1960年代にドイツの皮膚科医Christine Schrammekが、患者のピーリングや手術後の皮膚を保護するために処方した。1985年に日本に導入された。

## 成分

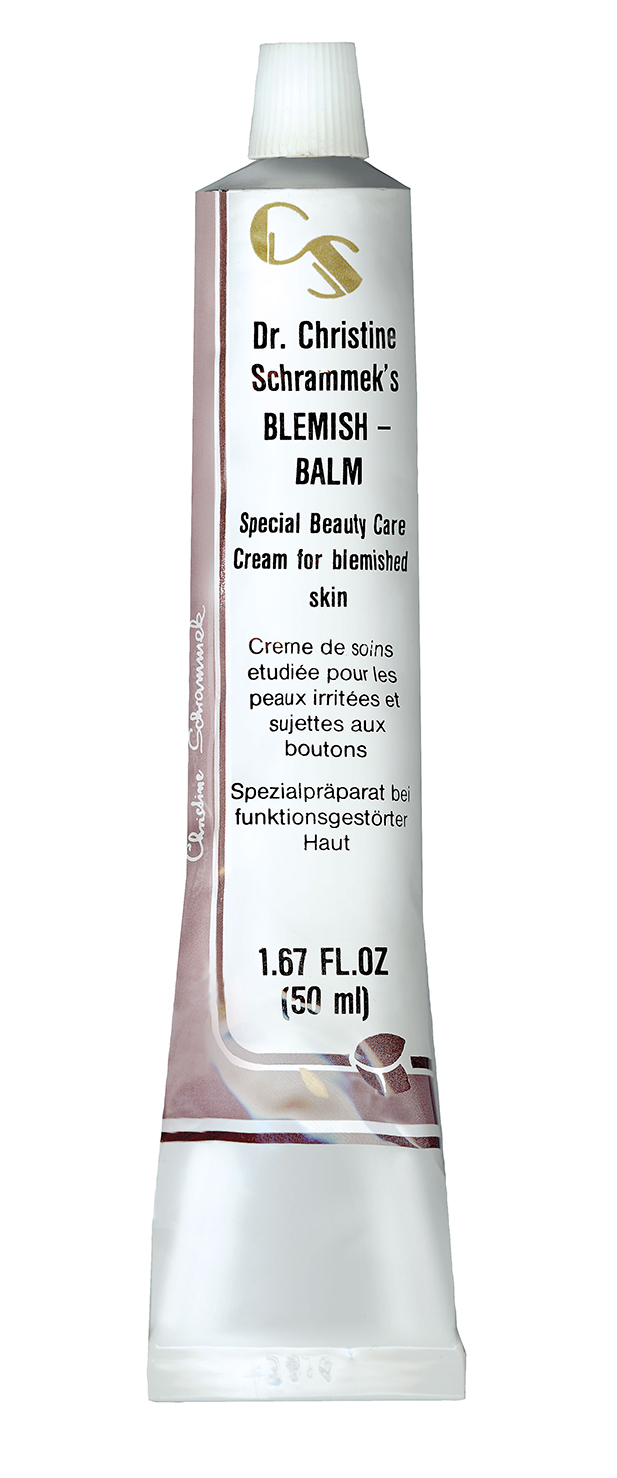
Christine Schrammekの1960年代のクリーム

BBクリームとされるものの成分は多岐にわたる。本来は、韓国の会社が韓国と東アジアの市場に焦点を合わせたため、限られた色相のみが提供された。濃淡のラインナップは無いが、時間が経過して酸化したときに肌の色と調和するように調合されている。クリームの美白機能はアジア市場で支持される重要な要素である。
万能化粧品を謳うが、韓国の多くの女性はファンデーションの代わりに使っている。彼女たちの嗜好では欧米人向けのファンデーションは少しきつい。クリームはミネラルに富み、あばた、しみ、そばかすを隠して保護する目的でも使われる。しわの形成を防ぎ、炎症を抑え、沈静化させる作用がある。ヒアルロン酸やビタミンCを含むものもある。ハフィントン・ポストは、複数の会社がBBクリームに皮膚再生機能があるとしているが、ブリティッシュ・コロンビア大学の皮膚医学と皮膚科学の博士であるJason Riversは、レチノイドが基本成分でない限りそんなことが可能であるはずがないと批判的である。

## 市場
BBクリームは韓国の化粧品市場の13%を占めている。いくつかの韓国ブランドは男性用も販売している。
代表的な韓国ブランドには、BRTC、Dr. Jart、アモーレパシフィック（Etude Houseと雪花秀)、Lioele、Missha、Nature Republic、Rachel K、Skin79、SHANGPREE、Skin Food、The Face Shopなどがある。
西欧の化粧品会社は2012年に販売を始めたが、中にはBBクリームが通常もつスキンケア機能がなく、単に均一な肌質感を与えているだけだと批判されるものもある。Boscia、クリニーク ラボラトリーズ、ディオール、エスティローダー、Garnier、Marcelle、メイベリン、Omorovicza、Natura Bisse、レブロン、Smashbox（エスティローダー）などにより販売が始められた。Lab Seriesは男性用の商品を製造している。
一部の製品は西欧市場に合わせて調整されている。例えばエスティーローダーは北米向け商品には美白成分を使用していない。

## 動物実験の忌避とヴィーガニズム
BBクリームは、Smashbox（エスティローダー）やザ・ボディショップ（ロレアル）により「クルエルティフリー」であると宣伝されている。
「クルエルティフリー」の定義はさまざまである。ボディショップのBBクリームは、Leaping Bunnyプログラムの認定を受けている。このことは、認定プロセスにおいて、どの段階においても企業、研究所および成分の供給者により新たな動物実験がなされていないことを意味する。
クルエルティフリーと認定された製品でも、畜産副産物を含んでいる場合があり完全なヴィーガニズムというわけではない。ビーガンBBクリームにはスーパードラッグ（Superdrug）の自社ブランドのBBクリーム、ホウト・コスメティクス（Haut Cosmetics）のBBクリーム・スフレ（BB cream souffles）、ダーマエ（Dermae）のイーブンリー・ラディエントBBクリーム（Evenly Radiant BB Crème）がある。

## 参照
1. 1 2 3  BB Cream: "The Next Big Thing In Beauty?", The Huffington Post, January 24, 2012.
2. 1 2  Chang, Katie. "Vain Glorious | BB Creams Are Here!", The New York Times, March 29, 2012.
  - Chowdary, Asha. "The BB cream is here to stay", The Times of India, February 25, 2012.
  - Coleman, Claire. Beauty's all in one: The balm that claims to be a moisturiser, sun block, primer AND foundation, but does it work?, The Daily Mail, June 14, 2011.
3. ↑  “BB Cream Overview”.  http://www.bubzbeauty.com.+2014年3月25日閲覧。
4. ↑  Woo, Michelle. "Get Skin Like a Korean Soap Opera Star", OC Weekly, April 5, 2012.
  - For skin whitening, see Maclean's, January 11, 2012.
5. ↑  For 13 percent of the South Korean market, see The New York Times, March 29, 2012.
  - For men using it, see Bae, Ji-sook. "Men Turn to Aesthetics, Grooming to Become Metrosexual", The Korea Times, March 24, 2010.
  - Kim, Grace. "Menswear targets '50s and fabulous'", The Korea Times, April 4, 2012.
6. ↑  Maclean's, January 11, 2012.

  - Also see Thomas, Bobbie. "New beauty: Innovative curlers, mascaras and more", Today, NBC, March 15, 2012.
  - "BB Cream becomes BB everything", Cover Media/omg!, March 31, 2012.
  - Sirignano, Rita. "Face Forward", Calgary Herald, March 30, 2012.
7. ↑  The New York Times, March 29, 2012, p. 5.
8. ↑  Rovan, Rhonda. "Do you need a BB cream?", Best Health, March 2012.

  - Lawrenson, Amy. "BB Creams", Elle, November 11, 2011.
  - For whitening properties not being included in Estée Lauder's BB cream for North America, see Maclean's, January 11, 2012.
9. ↑  For Smashbox, see Reddick, Kelsey. "Finding the BB cream that's right for you", Feminspire, July 14, 2012. 
  - For the Body Shop, see "Animal protection principles", The Body Shop, accessed September 7, 2012.
10. ↑  "Debunking Myths about Animal Testing", The Coalition for Consumer Information on Cosmetics, accessed September 7, 2012.
11. ↑  "Superdrug BB Cream", "Superdrug.com", June 26, 2013.
12. ↑  "Vegan BB cream souffles", Haut Minerals, accessed September 7, 2012.
  - BB creams, Dermae, accessed March 26, 2013.